# Казанска губерния
 Тази статия е за губернията от 1796 – 1920 година.  За губернията от 1708 – 1781 вижте Казанска губерния (1708 – 1781).  
Казанска губерния (на руски: Казанская губерния) е губерния на Руската империя и Съветска Русия, съществувала от 1796 до 1920 година. Разположена е в източната част на Европейска Русия, по средното течение на река Волга, а столица е град Казан. Към 1897 година населението ѝ е около 2,2 милиона души, главно руснаци (38,4%), татари (31,1%), чуваши (23,1%) и марийци (5,7%).
Създадена е през 1796 година с преобразуването на дотогавашното Казанско наместничество. През 1920 година е закрита, като основната ѝ част влиза в новосъздадената Татарска автономна съветска социалистическа република, а южните части в – Чувашката автономна област.